# Зандакой
Зандакой (чечен. За́ндакъой, За́ндхой) — один из многочисленных чеченских тайпов, исторически относящийся к территориальному обществу нохчмахкахой, часть представителей тайпа проживающих в Дагестане считаются овхой (ауховцами). Население этногенетического центра чеченского народа на юго-востоке Чеченской Республики и вдоль Терека. Духовным центром тайпа считается аул Зандак. У тайпа имеется родовая гора — Зандакъойн лам.
Представители тайпа в основном проживают в Грозненском, Гудермесском, Надтеречном, Урус-Мартановском, Шелковском и др. районах Чечни. А также исторически проживают в Дагестане.

## География
Родовой аул Зандак граничит с запада с Бильты, а с остальных сторон с Дагестаном, расположен на правой стороне реки Ярык-Су.
В Зандакъа входили и входят села: Байтарки, Беза ин, Гильна, Даттах, Симсир, Татай-котар, Чеччал юх, Шамалкх ин.

### Топонимы связанные с тайпом
- В ХӀX веке на правой стороне реки Гумс находился аул Зандак[12].
- В ХӀX веке между реками Гехи и Валерик находился аул Зандак, жители которого переселились к российским укреплениям или перешли на местожительство к Черным горам[12].
- Гаптий-Отар (ГӀаптий-Отар) (пос. Мичурина Хасавюртовского района) основан Гаптием (ГӀаптий) выходцем из тайпа Зандакой[13].
- Северный склон Терского хребта в Гвардейском называется Зандакойн басе (Зандакойцев склон) [14].
- В селе Новокули (ГӀачалкха) имеется Зандакойн куп (Зандакойцев квартал) [15].
- Занк-кажа (Занкъ-кӀажа) «Занов (хребта) пятка (конец)», «подошва» — на западной окраине Зандака[16].
- Зандак го нек (Зандакъ гӀо некъ) «В Зандак ведущая дорога» — проходит по западной стороне, выходит на запад из села Чапаевка (Кешана), пастбище[17].
- Зандакан ирзу (Зандакъан ирзу) «Зандака поляна». Урочище на северо-западе Харсеноя[18].
- Вместе с тайпами Боной, Зогой, Пхарчхой, Цонтарой Зандакой являются основателями села Ахар (Боони-Юрт).

### Расселение
Проживают в плоскостных населённых пунктах: Урус-Мартан, Аргун, Бердыкель, Бамматюрт, Бачи-Юрт, Верхний Наур, Гвардейское, Гребенская, Гудермес, Дубовская, Зебир-Юрт, Знаменское, Иласхан-Юрт, Кень-Юрт, Братское, Энгель-Юрт, Чанкаюрт, Чечен-Аул, Гойты, ЧIантий-юрт, Газ-городок, Аьхкин-Борзе, Толстой юрт, Автуры.

## Этимология
Чеченский исследователь-краевед, педагог и народный поэт А. С. Сулейманов, приводить несколько народных эпистемологии названия, по которым, названия тайпа зандакъой и родового села сложились из слов «сан дакъа». "…Два брата пришли сюда на охоту. Нашли много диких животных. Много взяли трофеев. Старший брат сказал: «Сан дакъа хьур ду кхузара дӏа, со дийна дӏа ца воьдуш. Со кхуззахь ваха соцур ву!» То есть: «Мой труп раньше унесут отсюда, чем я живым уйду. Я здесь останусь жить!» Также он приводит еще два варианта, однако отмечает, что преданий о возникновении названия Зандакъа несколько, и все противоречивы и неубедительны. 1. Занхой + дукъ = занов хребет. 2. Сандаха или зандаха -перс. отборные (воины), испытанные (воины).
Есть еще другие варианты:
Грузинский историк Г. З. Анчабадзе в своем труде «Вайнахи» говорит, что на Северном Кавказе самым ранним государственным образованием, сложившимся на местной этнической почве (по-видимому, адыгской), считается Синдика (V-ӀV вв. до н. э.), хотя, возможно, это было лишь племенное объединение с зачатками государственности. Возможно Зандакъой остатки этого племенного объединения. Чеченский ученый-лингвист Вагапов А. Д. и Ахмадов Р. П. считают, что этимология Зандакъа, скорее всего, связано с тюркским «сандыкъ // сандукъ» — «ящик, сундук, межгорная котловина».
Названия такого типа, по словам доктора географических наук Э. М. Мурзаева, довольно часты в географической номенклатуре, ср. казах. «сандык-тау, сандык-тас» — «отдельная массивная гора со сглаженным плоским верхом, без выступающих вершин». Одна из гор Кузнецкого Алатау по своему внешнему виду получила название Сундук. В Киргизии есть гора Сандык «сундук», а в Эвенкии три горы с названием Авса из эвенкийского авса «сундук, ящик». Из того же ряда, предполагают Вагапов А. Д. и Ахмадов Р. П., и чеченские топонимы Ичкерии Зандакъ-лам и Зандакъ-аре, в которых анлаутный свистящий «с» изменился в звонкий согласный «з».
По версии этнографа Саидова, в основе названия тайпа лежит слово «занда» — род пшеницы.

## История
Впервые упоминаются в 1770 году. По данным историка Я. Ахмадова, родоначальник и эпоним тайпа зандакой Зана пришёл в Нахч-Мохк в X—XI веках из Майсты.
В ходе Кавказской войны зандакой последовательно поддерживали Имамат Шамиля, представители тайпа участвовали во многих походах и боевых действиях на стороне Имамата. Среди представителей тайпа в этот период выделялся Гази-Хаджи, великий суфий (святой), выступивший духовным пастырем чеченцев.
В феврале 1944 года после выселения чеченцев и ликвидации ЧИ АССР селение Зандак было переименовано в Дагбаш и заселёно выходцами из соседнего Дагестана. После восстановления ЧИ АССР населённому пункту вернули прежнее название Зандак и выходцы из Дагестана были переселены обратно.
В конце декабря 2003 года село серьёзно пострадало от оползня, который разрушил более 50 домов.

## Состав
Зандакъой, разделяются на следующие некъе: Аьрзин некъе (или Хагӏашан некъе), Бе-некъе(или бацойн-некъе), Гӏадалан некъе, Гӏовтакъин некъе, ГӀурмин некъе, Даки-некъе, ЗагӀш некъе, КӀорнийн некъе, КӀохцала некъе, Лен некъе, Ментиган некъе.

## Известные представители
- Фахрудин-Абдулхади Абдулкадыр Дагестани — доктор технических наук, профессор, академик Иордании[47].
- Алдамов, Алибек-Хаджи (1850 — 9 марта 1878) — Имам, руководитель восстания 1877 года в Чечне и Дагестане вместе с Ума Дуевым и Дадой Залмаевым.
- Гази-Хаджи Зандакский (Беза Хаджи) — видный религиозный и политический деятель Северного Кавказа. Авлия — Накшбандия. Мюрид и один из преемников Мухаммада Ярагского. Во время хаджа в святые места Гази-Хаджи не стало. Символическая могила в селе Симсир Ножай-Юртовского района.
- Усман Осмаев — руководитель сельскохозяственных предприятий, руководитель контрольной палаты при Правительстве Чечечнской Республики, министр сельского хозяйства ЧР, член обкома КПСС, ВЛКСМ, депутат сельского и районного совета, Кавалер Ордена Ленина, Трудового Красного знамени[48].
- Мусан Юсупович Абдул-Муслимов — МСМК по вольной борьбе, является представителем тайпа Зандакой
- Мовла Камилович Осмаев — бывший министр культуры Чеченской Республики, кандидат экономических наук, почетный гражданин ЧР. Возглавляет Управление Федеральной службы по надзору в сфере природопользования по ЧР[49].
- Хесамак-Мулла — родился в 1833 году в селе Зандак. Родственник Гази-Хаджи. Авлия — Накшбандия. Мюрид Умалт-Хьаджи, он же посвятил его в шейхи в 1873 году с правом передачи. После многочисленных переездов он остановился в Чулик-Юрте, где построил мечеть.
- Абдул-Вахаб Хаджи (Ӏапи) — Абдул-Вахаб двоюродный брат Докку-шейха. Обучался у Усман-Хаджи из селения Лаха-Невре, после чего взял себе в устазы Умалт-шейха (Мате) из Аллероя. В 1881 году совершил хадж, после чего был посвящен в шейхи[50].
- Абдул-Решед (Решед) — Авлия — Накшбандия. Прошел учебу у Махмад-муллы Шаамаева. Устазом у него был Абу Салам. Переселившись в Алхан-Юрт выбирается кадием. Умер в 35 лет.
- Какиев, Саид-Магомед Шамаевич — Герой России, участник контртеррористической операции в Чеченской Республике. В 2003—2007 годах — командир батальона специального назначения «Запад» Главного разведывательного управления.